# Kepler-37 d
Kepler-37 d — экзопланета, открытая космическим телескопом «Кеплер» в феврале 2013 года. Она расположена на расстоянии 209 световых лет от Земли в созвездии Лиры. С периодом обращения 39,8 дней это самая большая из трёх подтверждённых планет, вращающихся вокруг своей родительской звезды Kepler-37.
Исследование 2021 года обнаружило Kepler-37 d по лучевой скорости и определило массу около 5,4 массы Земли, но вместо этого исследование 2023 года установило верхний предел массы планеты всего в 2 массы Земли. В любом случае это не каменистая планета, а планета с низкой плотностью, богатая летучими веществами.

## Родительская звезда
Планета вращается вокруг жёлтого карлика, похожего на Солнце, под названием Кepler-37, вокруг которой вращаются в общей сложности три подтверждённых планеты. Звезда имеет массу 0,8 масс Солнца и радиус 0,79 радиуса Солнца. Его температура составляет 5417 К, а возраст — 5,66 миллиарда лет. Для сравнения: возраст Солнца 4,6 миллиарда лет и его температура 5778 К.
Видимая звёздная величина Кepler-37 равна 9,71. Поэтому звезда слишком тусклая, чтобы её можно было увидеть невооружённым глазом.